# Увјек ти се враћам
Увјек ти се враћам је шести албум Кемала Монтена. Издат је 1984. године у формату ЛП винил плоче. Издавачка кућа је Југотон LSY-63194.

## Песме
- А1 Дјевојчице
- А2 Купачица
- A3 На крају града
- A4 Увијек ти се враћам
- A5 Брзи у 10
- Б1 Ћути телефон
- Б2 Милена
- Б3 Љето '83
- Б4 Црвене ципеле
- Б5  Вино и гитаре

## Сарадници
- Аранжер - Р. Рихтман (нумера: А1, А2, А4, А5, Б2), С. Калођера (нумера: А3, Б1, Б3 до Б5)
- Дизајн - Динка Колаковић
- Текст - М. Марић (нумера: А1 до Б4)
- Музика - К. Монтено (нумера: А1 до Б4)
- Фотографија - Жељко Копролчец
- Продуцент - Ранко Рихтман, Стипица Калођера